# Plancher-les-Mines
Plancher-les-Mines är en kommun i departementet Haute-Saône i regionen Bourgogne-Franche-Comté i östra Frankrike. Kommunen ligger i kantonen Champagney som tillhör arrondissementet Lure. År 2022 hade Plancher-les-Mines 897 invånare.

## Befolkningsutveckling
Antalet invånare i kommunen Plancher-les-Mines
| Referens: INSEE |